# João Teixeira Soares
João Teixeira Soares  (Formiga, 13 de outubro de 1848 - Paris, 27 de agosto de 1927) foi um engenheiro ferroviário brasileiro. Foi o sócio brasileiro da Compagnie Auxiliaire de Chemins de Fer au Brésil empresa ferroviária com sede na Bélgica concessionária de ferrovias no sul do Brasil.

## Ferrovias
Teixeira Soares foi o projetista da Estrada de Ferro São Paulo-Rio Grande (EFSPRG) que ligou Itararé no estado de São Paulo a Santa Maria no Rio Grande do Sul, com 1403 km de extensão. Esteve a frente  da construção da Estrada de Ferro Curitiba Paranaguá. Um de seus projetos mais relevantes é a construção da Estrada de Ferro do Corcovado na cidade do Rio de Janeiro, a primeira ferrovia eletrificada do Brasil.
Esteve a frente  da construção da Estrada de Ferro Curitiba Paranaguá, com 34 anos, substitui Antonio Ferrucci na chefia da construção. Um de seus projetos mais relevantes é a construção da Estrada de Ferro do Corcovado na cidade do Rio de Janeiro, a primeira ferrovia eletrificada do Brasil.